# هايلاند هيلز (أوهايو)
هايلاند هيلز (بالإنجليزية: Highland Hills, Ohio)‏ هي معلم جغرافي تقع في الولايات المتحدة في مقاطعة كاياهوغا، أوهايو. يقدر عدد سكانها بـ 1,130 نسمة ومساحتها 5.10 كم2 وترتفع عن سطح البحر 334 متر.

## التركيبة السكانية
قام مكتب تعداد الولايات المتحدة بتحديد بيانات التركيبة السكانية لهايلاند هيلز في تعداد الولايات المتحدة. في ما يلي، التركيبة السكانية حسب تعدادي 2000 و2010.

### تعداد عام 2000
بلغ عدد سكان هايلاند هيلز 1,618 نسمة بحسب تعداد عام 2000، وبلغ عدد الأسر 272 أسرة وعدد العائلات 128 عائلة مقيمة في القرية. في حين سجلت الكثافة السكانية 818.2 نسمة لكل ميل مربع (315.9/كم2). وبلغ عدد الوحدات السكنية 309 وحدة بمتوسط كثافة قدره 156.3 نسمة لكل ميل مربع (60.3/كم2).
وتوزع التركيب العرقي للقرية بنسبة 30.47% من البيض و 0.06% من الأمريكيين الأصليين و 0.93% من الأمريكيين ذوي الأصول الآسيوية و 65.08% من الأمريكيين الأفارقة و 2.47% من عرقين مختلطين أو أكثر.
بلغ عدد الأسر 272 أسرة كانت نسبة 18.0% منها لديها أطفال تحت سن الثامنة عشر تعيش معهم، وبلغت نسبة الأزواج القاطنين مع بعضهم البعض 23.5% من أصل المجموع الكلي للأسر، ونسبة 20.6% من الأسر كان لديها معيلات من الإناث دون وجود شريك، وكانت نسبة 52.9% من غير العائلات. تألفت نسبة 47.8% من أصل جميع الأسر من أفراد ونسبة 8.8% كانوا يعيش معهم شخص وحيد يبلغ من العمر 65 عاماً فما فوق. وبلغ متوسط حجم الأسرة المعيشية 2.70، أما متوسط حجم العائلات فبلغ 1.91.
بلغ العمر الوسطي للسكان 37 عاماً. وكانت نسبة 25.7% من القاطنين تحت سن الثامنة عشر، وكانت نسبة 10.1% بين الثامنة عشر والأربعة وعشرون عاماً، ونسبة 26.5% كانت واقعةً في الفئة العمرية ما بين الخامسة والعشرون حتى والأربعة وأربعون عاماً، ونسبة 22.6% كانت ما بين الخامسة والأربعون حتى الرابعة والستون، ونسبة 15.1% كانت ضمن فئة الخامسة والستون عاماً فما فوق. يوجد لكل 100 أنثى 213.6 ذكر، ويوجد لكل 100 أنثى في الثامنة عشر من عمرها فما فوق 156.8 ذكر.
بلغ متوسط دخل الأسرة في القرية 31,731 دولار، أما متوسط دخل العائلة فبلغ 37,404 دولار. وكان متوسط دخل الذكور 20,189 دولار مقابل 38,977 دولار للإناث. وسجل دخل الفرد الخاص بالقرية 18,565 دولار. وكانت نسبة 10.1% من العائلات ونسبة 22.9% من السكان تحت خط الفقر، وكان من هؤلاء نسبة 24.0% تحت سن الثامنة عشر ونسبة 7.9% في الخامسة والستين من العمر وما فوق.

### تعداد عام 2010
بلغ عدد سكان هايلاند هيلز 1,130 نسمة بحسب تعداد عام 2010، وبلغ عدد الأسر 268 أسرة وعدد العائلات 115 عائلة مقيمة في القرية. في حين سجلت الكثافة السكانية 576.5 نسمة لكل ميل مربع (222.6/كم2). وبلغ عدد الوحدات السكنية 315 وحدة بمتوسط كثافة قدره 160.7 لكل ميل مربع (62.0/كم2).
وتوزع التركيب العرقي للقرية بنسبة 23.5% من البيض و 0.1% من الأمريكيين الأصليين و 0.3% من الأمريكيين ذوي الأصول الآسيوية و 74.4% من الأمريكيين الأفارقة و 1.5% من عرقين مختلطين أو أكثر.
بلغ عدد الأسر 268 أسرة كانت نسبة 19.8% منها لديها أطفال تحت سن الثامنة عشر تعيش معهم، وبلغت نسبة الأزواج القاطنين مع بعضهم البعض 16.0% من أصل المجموع الكلي للأسر، ونسبة 23.5% من الأسر كان لديها معيلات من الإناث دون وجود شريك، بينما كانت نسبة 3.4% من الأسر لديها معيلون من الذكور دون وجود شريكة وكانت نسبة 57.1% من غير العائلات. تألفت نسبة 52.6% من أصل جميع الأسر من أفراد ونسبة 30.6% كانوا يعيش معهم شخص وحيد يبلغ من العمر 65 عاماً فما فوق. وبلغ متوسط حجم الأسرة المعيشية 2.65، أما متوسط حجم العائلات فبلغ 1.79.
بلغ العمر الوسطي للسكان 33 عاماً. وكانت نسبة 23.1% من القاطنين تحت سن الثامنة عشر، وكانت نسبة 17% بين الثامنة عشر والأربعة وعشرون عاماً، ونسبة 22.8% كانت واقعةً في الفئة العمرية ما بين الخامسة والعشرون حتى والأربعة وأربعون عاماً، ونسبة 22.2% كانت ما بين الخامسة والأربعون حتى الرابعة والستون، ونسبة 14.8% كانت ضمن فئة الخامسة والستون عاماً فما فوق. وتوزع التركيب الجنسي للسكان بنسبة 67.3% ذكور و32.7% إناث.